# Réserve écologique du Mont-Gosford
Die Réserve écologique du Mont-Gosford ist ein im Jahr 2009 eingerichtetes, 306,78 ha großes Schutzgebiet im Süden der kanadischen Provinz Québec, in der regionalen Grafschaftsgemeinde Le Granit in der Region Estrie.

## Lage, Geologie
Es liegt nahe bei Saint-Augustin-de-Woburn, häufig vereinfachend Woburn genannt. Es umfasst die Nord- und Westhänge des 1183 m hohen Mont Gosford und reicht dabei bis in eine Höhe von 720 m. Das Schutzgebiet repräsentiert die Ökologie der Montagnes Blanches, und damit eine der fünf Naturregionen der nördlichen Appalachen. 1978 wurde der Gosford der ZEC Louise-Gosford zugeschlagen, einem zwar der Öffentlichkeit zugänglichen Gebiet, wo allerdings Jagd- und Fischereibeschränkungen durchgesetzt wurden. Wegen der seltenen, und nur im Nordosten Nordamerikas vorkommenden Bicknelldrossel wurde es zugleich Vogelschutzgebiet.
Der Gosford-Berg ist die höchste Erhebung im Süden von Québec und zugleich die siebthöchste der Provinz. Die dortigen Böden sind überaus dünn und bestehen aus Geschiebemergel. Das Gebiet ist insofern einzigartig, als es zu den sogenannten Chain Lakes der Appalachen gehörte, die geologisch äußerst rätselhaft waren. Im Paläozoikum lagerten sich vor etwa 685 bis 483 Millionen Jahren Sedimente in einem Randbogen eines Beckens am Westufer des Iapetus-Ozeans ab. Vor etwa 470 Millionen Jahren intrudierten Magmamassen, die mit der Entstehung des Bogens in Zusammenhang standen, und sie führten zum partiellen Verschmelzen der Sedimente und ihrer Umwandlung in Diatexite (vgl. Anatexis). So ist der Gosford eine Fortsetzung der White Mountains von New Hampshire und Maine, deren mit 1917 m höchste Erhebung der Mount Washington ist.

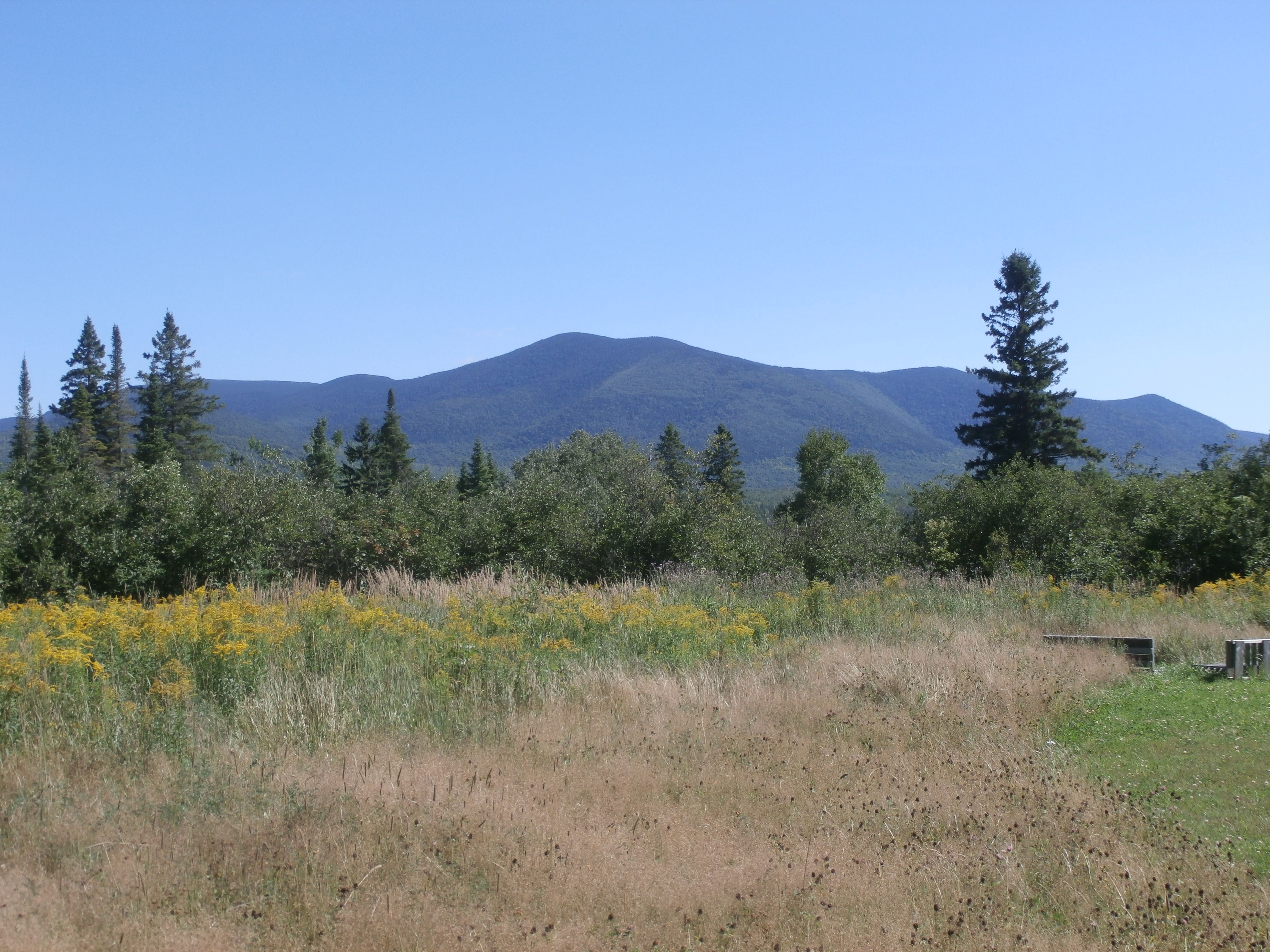
Blick Richtung Mont Gosford von Woburn aus

## Flora und Fauna
Die Réserve befindet sich in der bioklimatischen Zone der érablière à bouleau jaune. Dabei weisen Flora und Fauna zahlreiche Merkmale weiter nördlich gelegener Zonen auf, da sie in bis zu 720 m Höhe bestehen.
Demzufolge ist die Vegetation überwiegend von Koniferen beherrscht. Dabei finden sich im Bereich oberhalb von 950 m die seltenen Bestände von Oxalis montana, die zu den Sauerkleegewächsen zählt. An steileren Hängen wächst eher die Amerikanische Rot-Fichte. Derlei Vegetation existiert in den Laurentiden und der Gaspésie kaum, doch stellt sie ein Äquivalent des Bewuchses in den höheren Regionen der neuenglischen Appalachenregion dar. Weiter unterhalb findet sich neben der sapinière de sapin baumier à bouleau blanc genannten Waldgebieten, also Tannenwald mit Papier-Birken, auch Bestände der Balsam-Tanne. Diese Arten sind repräsentativ für die Höhenzüge des Raumes. Die sapinière de sapin à oxalide des montagnes und die Balsamtanne sind in der gesamten Provinz Québec selten. Die Baumökologie teilt sich das Schutzgebiet mit der nahegelegenen Réserve écologique Samuel-Brisson. Die beiden Gebiete sind oberflächlich betrachtet also komplementär, doch liegt Samuel-Brisson nicht nur in einer anderen Naturprovinz (province naturelle), nämlich auf dem Plateau d’Estrie-Beauce, sondern birgt auch eine völlig andere geologische Situation. Außerdem ist Gosford die einzige Schutzregion in den Montagnes Blanches.
Seltene Vertreter der Vogelwelt sind das Tannenhuhn (tétras du Canada), der Meisenhäher (mésangeai du Canada), die Fuchsammer (bruant fauve) und der Streifenwaldsänger (paruline rayée). Die Bicknelldrossel, benannt nach Eugene P. Bicknell (1859–1925), einem amerikanischen Ornithologen und Botaniker, nistet im Schutzgebiet. Sie gilt für Québec als gefährdet (vulnérable) eingeschätzte Vogelart. In Kanada gilt sie als bedroht.